# Oliveriana
Oliveriana é um género botânico pertencente à família das orquídeas (Orchidaceae).

## 6 Espécies
1. Oliveriana brevilabia (C.Schweinf.) Dressler & N.H.Williams, Amer. Orchid Soc. Bull. 39: 324 (1970)
2. Oliveriana ecuadorensis Dodson, Icon. Pl. Trop., ser. 2, 6: t. 558 (1989)
3. Oliveriana egregia Rchb.f., Linnaea 41: 111 (1876) - espécie tipo
4. Oliveriana lehmannii Garay, Amer. Orchid Soc. Bull. 32: 22 (1963)
5. Oliveriana ortizii A.Fernández, Orquideologia 4: 86 (1969)
6. Oliveriana simulans Dodson & R.Vásquez, Icon. Pl. Trop., ser. 2, 3: t. 270 (1989)